# Aston Villa Football Club 2024-2025
Questa voce raccoglie le informazioni riguardanti l'Aston Villa Football Club nelle competizioni ufficiali della stagione 2024-2025.

## Maglie e sponsor
| Casa | Trasferta | Terza divisa |

## Rosa
Rosa, numerazione e ruoli, tratti dal sito ufficiale, sono aggiornati al 4 febbraio 2025. 

In corsivo i calciatori ceduti durante la stagione

| N. |                        | Ruolo | Calciatore       |
| -- | ---------------------- | ----- | ---------------- |
| 2  | Polonia (bandiera)     | D     | Matty Cash       |
| 3  | Brasile (bandiera)     | D     | Diego Carlos     |
| 3  | Francia (bandiera)     | D     | Axel Disasi      |
| 4  | Inghilterra (bandiera) | D     | Ezri Konsa       |
| 5  | Inghilterra (bandiera) | D     | Tyrone Mings     |
| 6  | Inghilterra (bandiera) | C     | Ross Barkley     |
| 7  | Scozia (bandiera)      | C     | John McGinn ()   |
| 8  | Belgio (bandiera)      | C     | Youri Tielemans  |
| 9  | Colombia (bandiera)    | A     | Jhon Durán       |
| 9  | Inghilterra (bandiera) | A     | Marcus Rashford  |
| 10 | Argentina (bandiera)   | C     | Emiliano Buendía |
| 11 | Inghilterra (bandiera) | A     | Ollie Watkins    |
| 12 | Francia (bandiera)     | D     | Lucas Digne      |
| 14 | Spagna (bandiera)      | D     | Pau Torres       |
| 16 | Spagna (bandiera)      | D     | Andrés García    |
| 17 | Paesi Bassi (bandiera) | A     | Donyell Malen    |

| N. |                        | Ruolo | Calciatore        |
| -- | ---------------------- | ----- | ----------------- |
| 18 | Inghilterra (bandiera) | P     | Joe Gauci         |
| 19 | Inghilterra (bandiera) | A     | Jaden Philogene   |
| 20 | Serbia (bandiera)      | D     | Kosta Nedeljković |
| 21 | Spagna (bandiera)      | A     | Marco Asensio     |
| 22 | Paesi Bassi (bandiera) | D     | Ian Maatsen       |
| 23 | Argentina (bandiera)   | P     | Emiliano Martínez |
| 24 | Belgio (bandiera)      | C     | Amadou Onana      |
| 25 | Svezia (bandiera)      | P     | Robin Olsen       |
| 26 | Paesi Bassi (bandiera) | C     | Lamare Bogarde    |
| 27 | Inghilterra (bandiera) | D     | Morgan Rogers     |
| 30 | Inghilterra (bandiera) | D     | Kortney Hause     |
| 31 | Giamaica (bandiera)    | A     | Leon Bailey       |
| 41 | Inghilterra (bandiera) | C     | Jacob Ramsey      |
| 44 | Francia (bandiera)     | C     | Boubacar Kamara   |

## Calciomercato

### Sessione estiva
| Acquisti         | Acquisti            | Acquisti      | Acquisti                     |
| R.               | Nome                | da            | Modalità                     |
| ---------------- | ------------------- | ------------- | ---------------------------- |
| C                | Amadou Onana        | Everton       | definitivo (59,35 milioni €) |
| D                | Ian Maatsen         | Chelsea       | definitivo (44,5 milioni €)  |
| A                | Cameron Archer      | Sheffield Utd | definitivo (16,65 milioni €) |
| A                | Jaden Philogene     | Hull City     | definitivo (16 milioni €)    |
| A                | Samuel Iling-Junior | Juventus      | definitivo (14 milioni €)    |
| A                | Lewis Dobbin        | Everton       | definitivo (11,8 milioni €)  |
| C                | Enzo Barrenechea    | Juventus      | definitivo (8 milioni €)     |
| C                | Ross Barkley        | Luton Town    | definitivo (5,9 milioni €)   |
| Altre operazioni |                     |               |                              |
| R.               | Nome                | da            | Modalità                     |
| C                | Morgan Sanson       | Nizza         | fine prestito                |
| D                | Kosta Nedeljković   | Stella Rossa  | fine prestito                |
| A                | Philippe Coutinho   | Al-Duhail     | fine prestito                |
| C                | Leander Dendoncker  | Napoli        | fine prestito                |

| Cessioni         | Cessioni            | Cessioni          | Cessioni                    |
| R.               | Nome                | a                 | Modalità                    |
| ---------------- | ------------------- | ----------------- | --------------------------- |
| A                | Moussa Diaby        | Al-Ittihad        | definitivo (60 milioni €)   |
| C                | Douglas Luiz        | Juventus          | definitivo (51,5 milioni €) |
| A                | Cameron Archer      | Southampton       | definitivo (17 milioni €)   |
| C                | Tim Iroegbunam      | Everton           | definitivo (10,7 milioni €) |
| C                | Morgan Sanson       | Nizza             | definitivo (4 milioni €)    |
| P                | Viljami Sinisalo    | Celtic            | definitivo (1,2 milioni €)  |
| D                | Calum Chambers      | Cardiff City      | risoluzione                 |
| A                | Philippe Coutinho   | Vasco da Gama     | prestito                    |
| C                | Enzo Barrenechea    | Valencia          | prestito                    |
| C                | Leander Dendoncker  | Anderlecht        | prestito                    |
| A                | Samuel Iling-Junior | Bologna           | prestito                    |
| D                | Álex Moreno         | Nottingham Forest | prestito                    |
| A                | Lewis Dobbin        | West Bromwich     | prestito                    |
| D                | Kaine Kesler-Hayden | Preston N.E.      | prestito                    |
| P                | Filip Marschall     | Crewe Alexandra   | prestito                    |
| Altre operazioni |                     |                   |                             |
| R.               | Nome                | da                | Modalità                    |
| C                | Nicolò Zaniolo      | Galatasaray       | fine prestito               |
| D                | Clément Lenglet     | Barcellona        | fine prestito               |

### Sessione invernale
| Acquisti         | Acquisti            | Acquisti            | Acquisti                  |
| R.               | Nome                | da                  | Modalità                  |
| ---------------- | ------------------- | ------------------- | ------------------------- |
| A                | Donyell Malen       | Borussia Dortmund   | definitivo (25 milioni €) |
| D                | Andrés García       | Levante             | definitivo (7 milioni €)  |
| A                | Marcus Rashford     | Manchester Utd      | prestito                  |
| A                | Marco Asensio       | Paris Saint-Germain | prestito                  |
| D                | Axel Disasi         | Chelsea             | prestito (6 milioni €)    |
| Altre operazioni |                     |                     |                           |
| R.               | Nome                | da                  | Modalità                  |
| A                | Samuel Iling-Junior | Bologna             | fine prestito             |

| Cessioni         | Cessioni            | Cessioni         | Cessioni                    |
| R.               | Nome                | a                | Modalità                    |
| ---------------- | ------------------- | ---------------- | --------------------------- |
| A                | Jhon Durán          | Al-Nassr         | definitivo (77 milioni €)   |
| A                | Jaden Philogene     | Ipswich Town     | definitivo (23,7 milioni €) |
| D                | Kosta Nedeljković   | RB Lipsia        | prestito                    |
| D                | Diego Carlos        | Fenerbahçe       | n.d.                        |
| C                | Emiliano Buendía    | Bayer Leverkusen | prestito                    |
| P                | Joe Gauci           | Barnsley         | prestito                    |
| Altre operazioni |                     |                  |                             |
| R.               | Nome                | da               | Modalità                    |
| A                | Samuel Iling-Junior | Middlesbrough    | prestito                    |

## Risultati

### Premier League

#### Girone di andata
| Arbitro: | Harrington |

|                    |           |                    |
| Paquetá 37’ (rig.) | Marcatori | 4’ Onana 79’ Durán |

| Arbitro: | Oliver |

|  |           |                         |
|  | Marcatori | 67’ Trossard 77’ Thomas |

| Arbitro: | Coote |

|                |           |                     |
| Buonanotte 73’ | Marcatori | 28’ Onana 63’ Durán |

| Arbitro: | Pawson |

|                            |           |                              |
| Watkins 36’, 58’ Durán 76’ | Marcatori | 16’ McNeil 27’ Calvert-Lewin |

| Arbitro: | Robinson |

|                                   |           |           |
| Watkins 73’ Konsa 88’ Durán 90+4’ | Marcatori | 25’ Cunha |

| Arbitro: | Attwell |

|                  |           |                        |
| L. Delap 8’, 72’ | Marcatori | 15’ Rogers 32’ Watkins |

| Birmingham 6 ottobre 2024, ore 14:00 WEST 7ª giornata | Aston Villa | 0 – 0 referto | Manchester Utd | Villa Park (42 682 spett.)\| Arbitro: \| R. Jones \| |
| Arbitro:                                              | R. Jones    |               |                |                                                      |

| Arbitro: | England |

|               |           |                                       |
| R. Jiménez 5’ | Marcatori | 9’ Rogers 59’ Watkins 69’ (aut.) Diop |

| Arbitro: | Kavanagh |

|             |           |                 |
| Barkley 76’ | Marcatori | 90+6’ Evanilson |

| Arbitro: | Pawson |

|                                                |           |            |
| B. Johnson 49’ Solanke 75’, 79’ Maddison 90+6’ | Marcatori | 32’ Rogers |

| Arbitro: | Coote |

|                     |           |  |
| Núñez 20’ Salah 84’ | Marcatori |  |

| Arbitro: | Robinson |

|                         |           |                          |
| Watkins 36’ Barkley 77’ | Marcatori | 4’ I. Sarr 45+1’ Devenny |

| Arbitro: | Attwell |

|                                        |           |  |
| Jackson 7’ E. Fernández 36’ Palmer 83’ | Marcatori |  |

| Arbitro: | L. Smith |

|                                        |           |               |
| Rogers 21’ Watkins 28’ (rig.) Cash 34’ | Marcatori | 54’ Damsgaard |

| Arbitro: | D. Bond |

|           |           |  |
| Durán 24’ | Marcatori |  |

| Arbitro: | Barrott |

|                             |           |           |
| Milenković 87’ Elanga 90+3’ | Marcatori | 63’ Durán |

| Arbitro: | Bankes |

|                      |           |             |
| Durán 16’ Rogers 65’ | Marcatori | 90+3’ Foden |

| Arbitro: | Taylor |

|                                    |           |  |
| Gordon 2’ Isak 59’ Joelinton 90+1’ | Marcatori |  |

| Arbitro: | Pawson |

|                               |           |                         |
| Watkins 36’ (rig.) Rogers 47’ | Marcatori | 12’ Adingra 81’ Lamptey |

#### Girone di ritorno
| Arbitro: | Gillett |

|                        |           |              |
| Barkley 58’ Bailey 76’ | Marcatori | 63’ Mavididi |

| Arbitro: | Barrott |

|  |           |             |
|  | Marcatori | 51’ Watkins |

| Arbitro: | Kavanagh |

|                            |           |                           |
| Martinelli 35’ Havertz 55’ | Marcatori | 60’ Tielemans 68’ Watkins |

| Arbitro: | Bankes |

|           |           |                |
| Ramsey 8’ | Marcatori | 70’ Emerson P. |

| Arbitro: | A. Madley |

|                            |           |  |
| Bellegarde 12’ Cunha 90+7’ | Marcatori |  |

| Arbitro: | R. Jones |

|             |           |           |
| Watkins 69’ | Marcatori | 56’ Delap |

| Arbitro: | Oliver |

|                  |           |                 |
| Asensio 57’, 89’ | Marcatori | 9’ E. Fernández |

| Arbitro: | Barrott |

|                                           |           |            |
| I. Sarr 29’, 71’ Mateta 59’ Nketiah 90+1’ | Marcatori | 52’ Rogers |

| Arbitro: | Gillett |

|  |           |             |
|  | Marcatori | 49’ Watkins |

| Arbitro: | Pawson |

|                             |           |                                |
| Tielemans 38’ Watkins 45+3’ | Marcatori | 29’ Salah 61’ Alexander-Arnold |

| Arbitro: | Attwell |

|  |           |                                       |
|  | Marcatori | 51’ Rashford 78’ Asensio 90+10’ Malen |

| Arbitro: | Hooper |

|                      |           |                |
| Rogers 13’ Malen 15’ | Marcatori | 57’ Jota Silva |

| Arbitro: | Bramall |

|  |           |                                    |
|  | Marcatori | 73’ Watkins 79’ Malen 90+4’ McGinn |

| Arbitro: | Gillett |

|                                                  |           |           |
| Watkins 1’ Maatsen 64’ Burn 73’ (aut.) Onana 75’ | Marcatori | 18’ Schär |

| Arbitro: | Pawson |

|                                  |           |                     |
| Bernardo Silva 7’ M. Nunes 90+4’ | Marcatori | 18’ (rig.) Rashford |

| Arbitro: | R. Jones |

|               |           |  |
| Tielemans 12’ | Marcatori |  |

| Arbitro: | Attwell |

|  |           |               |
|  | Marcatori | 45+6’ Watkins |

| Arbitro: | Bankes |

|                         |           |  |
| Konsa 59’ B. Kamara 73’ | Marcatori |  |

| Arbitro: | Bramall |

|                               |           |  |
| Diallo 76’ Eriksen 87’ (rig.) | Marcatori |  |

### FA Cup
| Arbitro: | T. Robinson |

|                      |           |            |
| Onana 71’ Rogers 76’ | Marcatori | 9’ Paquetá |

| Arbitro: | Taylor |

|                      |           |           |
| Ramsey 1’ Rogers 64’ | Marcatori | 90+1’ Tel |

| Arbitro: | Bankes |

|                  |           |  |
| Asensio 68’, 80’ | Marcatori |  |

| Arbitro: | Kavanagh |

|  |           |                              |
|  | Marcatori | 58’, 63’ Rashford 71’ Ramsey |

| Arbitro: | Taylor |

|                            |           |  |
| Eze 31’ I. Sarr 58’, 90+4’ | Marcatori |  |

### EFL Cup
| Arbitro: | Allison |

|               |           |                              |
| R. Kone 90+5’ | Marcatori | 55’ Buendía 85’ (rig.) Durán |

| Arbitro: | Barrott |

|           |           |                   |
| Durán 23’ | Marcatori | 8’ Eze 64’ Kamada |

### UEFA Champions League

#### Fase campionato
| Arbitro: | Kabakov |

|  |           |                                    |
|  | Marcatori | 27’ Tielemans 38’ Ramsey 86’ Onana |

| Arbitro: | Petrescu |

|           |           |  |
| Durán 79’ | Marcatori |  |

| Arbitro: | Pinheiro |

|                      |           |  |
| McGinn 55’ Durán 64’ | Marcatori |  |

| Arbitro: | Stieler |

|                    |           |  |
| Vanaken 52’ (rig.) | Marcatori |  |

| Birmingham 27 novembre 2024, ore 21:00 CET 5ª giornata | Aston Villa | 0 – 0 referto | Juventus | Villa Park (42 589 spett.)\| Arbitro: \| Gil Manzano \| |
| Arbitro:                                               | Gil Manzano |               |          |                                                         |

| Arbitro: | Mariani |

|                            |           |                                 |
| Openda 27’ Baumgartner 62’ | Marcatori | 3’ McGinn 52’ Durán 85’ Barkley |

| Arbitro: | Vinčić |

|          |           |  |
| Singo 8’ | Marcatori |  |

| Arbitro: | Turpin |

|                                  |           |               |
| Rogers 3’, 5’, 90+1’ Watkins 60’ | Marcatori | 36’, 38’ Idah |

#### Fase a eliminazione diretta

##### Ottavi di finale
| Arbitro: | Pinheiro |

|               |           |                                                 |
| De Cuyper 12’ | Marcatori | 3’ Bailey 82’ (aut.) Mechele 88’ (rig.) Asensio |

| Arbitro: | Siebert |

|                              |           |  |
| Asensio 50’, 61’ Maatsen 57’ | Marcatori |  |

##### Quarti di finale
| Arbitro: | Mariani |

|                                             |           |            |
| D. Doué 39’ K'varatskhelia 49’ Mendes 90+2’ | Marcatori | 35’ Rogers |

| Arbitro: | Sánchez Martínez |

|                                    |           |                       |
| Tielemans 34’ McGinn 55’ Konsa 57’ | Marcatori | 11’ Hakimi 28’ Mendes |

## Statistiche finali

### Statistiche di squadra
| Competizione     | Punti | In casa | In casa | In casa | In casa | In casa | In casa | In trasferta | In trasferta | In trasferta | In trasferta | In trasferta | In trasferta | In campo neutro | In campo neutro | In campo neutro | In campo neutro | In campo neutro | In campo neutro | Totale | Totale | Totale | Totale | Totale | Totale | DR  |
| Competizione     | Punti | G       | V       | N       | P       | Gf      | Gs      | G            | V            | N            | P            | Gf           | Gs           | G               | V               | N               | P               | Gf              | Gs              | G      | V      | N      | P      | Gf     | Gs     | DR  |
| ---------------- | ----- | ------- | ------- | ------- | ------- | ------- | ------- | ------------ | ------------ | ------------ | ------------ | ------------ | ------------ | --------------- | --------------- | --------------- | --------------- | --------------- | --------------- | ------ | ------ | ------ | ------ | ------ | ------ | --- |
| Premier League   | 66    | 19      | 11      | 7       | 1       | 34      | 20      | 19           | 8            | 2            | 9            | 24           | 31           | -               | -               | -               | -               | -               | -               | 38     | 19     | 9      | 10     | 58     | 51     | +7  |
| FA Cup           | -     | 3       | 3       | 0       | 0       | 6       | 2       | 1            | 1            | 0            | 0            | 3            | 0            | 1               | 0               | 0               | 1               | 0               | 3               | 5      | 4      | 0      | 1      | 9      | 5      | +4  |
| League Cup       | -     | 1       | 0       | 0       | 1       | 1       | 2       | 1            | 1            | 0            | 0            | 2            | 1            | -               | -               | -               | -               | -               | -               | 2      | 1      | 0      | 1      | 3      | 3      | 0   |
| Champions League | 16    | 6       | 5       | 1       | 0       | 13      | 4       | 6            | 3            | 0            | 3            | 10           | 8            | -               | -               | -               | -               | -               | -               | 12     | 8      | 1      | 3      | 23     | 12     | +11 |
| Totale           | -     | 29      | 19      | 8       | 2       | 54      | 28      | 27           | 13           | 2            | 12           | 39           | 40           | 1               | 0               | 0               | 1               | 0               | 3               | 57     | 32     | 10     | 15     | 93     | 71     | +22 |

### Andamento in campionato
| Giornata  | 1 | 2  | 3 | 4 | 5 | 6 | 7 | 8 | 9 | 10 | 11 | 12 | 13 | 14 | 15 | 16 | 17 | 18 | 19 | 20 | 21 | 22 | 23 | 24 | 25 | 26 | 27 | 28 | 29 | 30 | 31 | 32 | 33 | 34 | 35 | 36 | 37 | 38 |
| --------- | - | -- | - | - | - | - | - | - | - | -- | -- | -- | -- | -- | -- | -- | -- | -- | -- | -- | -- | -- | -- | -- | -- | -- | -- | -- | -- | -- | -- | -- | -- | -- | -- | -- | -- | -- |
| Luogo     | T | C  | T | C | C | T | C | T | C | T  | T  | C  | T  | C  | C  | T  | C  | T  | C  | C  | T  | T  | C  | T  | C  | C  | T  | T  | C  | T  | C  | T  | C  | T  | C  | T  | C  | T  |
| Risultato | V | P  | V | V | V | N | N | V | N | P  | P  | N  | P  | V  | V  | P  | V  | P  | N  | V  | V  | N  | N  | P  | N  | V  | P  | V  | N  | V  | V  | V  | V  | P  | V  | V  | V  | P  |
| Posizione | 5 | 12 | 7 | 5 | 3 | 5 | 5 | 4 | 4 | 6  | 9  | 8  | 12 | 8  | 6  | 7  | 6  | 9  | 9  | 8  | 7  | 8  | 8  | 8  | 9  | 8  | 10 | 9  | 9  | 7  | 7  | 7  | 7  | 7  | 7  | 6  | 6  | 6  |

Legenda:

Luogo: C = Casa; T = Trasferta. Risultato: V = Vittoria; N = Pareggio; P = Sconfitta.

### Andamento in UEFA Champions League
| Giornata  | 1 | 2 | 3 | 4 | 5 | 6 | 7 | 8 |
| --------- | - | - | - | - | - | - | - | - |
| Luogo     | T | C | C | T | C | T | T | C |
| Risultato | V | V | V | P | N | V | P | V |
| Posizione | 5 | 6 | 1 | 8 | 9 | 3 | 8 | 8 |

Legenda:

Luogo: C = Casa; T = Trasferta. Risultato: V = Vittoria; N = Pareggio; P = Sconfitta.

### Statistiche dei giocatori
Sono in corsivo i calciatori che hanno lasciato la società a stagione in corso.
| Giocatore      | Premier League | Premier League | Premier League | Premier League | FA Cup   | FA Cup | FA Cup      | FA Cup     | EFL      | EFL  | EFL         | EFL        | Champions League | Champions League | Champions League | Champions League | Totale   | Totale | Totale      | Totale     |
| Giocatore      | Presenze       | Reti           | Ammonizioni    | Espulsioni     | Presenze | Reti   | Ammonizioni | Espulsioni | Presenze | Reti | Ammonizioni | Espulsioni | Presenze         | Reti             | Ammonizioni      | Espulsioni       | Presenze | Reti   | Ammonizioni | Espulsioni |
| -------------- | -------------- | -------------- | -------------- | -------------- | -------- | ------ | ----------- | ---------- | -------- | ---- | ----------- | ---------- | ---------------- | ---------------- | ---------------- | ---------------- | -------- | ------ | ----------- | ---------- |
| M. Asensio     | 13             | 3              | 2              | 0              | 4        | 2      | 0           | 0          | 0        | 0    | 0           | 0          | 4                | 3                | 0                | 0                | 21       | 8      | 2           | 0          |
| L. Bailey      | 23             | 1              | 3              | 0              | 4        | 0      | 0           | 0          | 2        | 0    | 0           | 0          | 8                | 1                | 1                | 0                | 37       | 2      | 4           | 0          |
| R. Barkley     | 20             | 3              | 3              | 0              | 2        | 0      | 0           | 0          | 1        | 0    | 0           | 0          | 6                | 1                | 1                | 0                | 29       | 4      | 4           | 0          |
| L. Bogarde     | 8              | 0              | 1              | 0              | 2        | 0      | 0           | 0          | 2        | 0    | 0           | 0          | 4                | 0                | 0                | 0                | 16       | 0      | 1           | 0          |
| A. Borland     | 0              | 0              | 0              | 0              | 0        | 0      | 0           | 0          | 1        | 0    | 0           | 0          | 0                | 0                | 0                | 0                | 1        | 0      | 0           | 0          |
| B. Broggio     | 0              | 0              | 0              | 0              | 0        | 0      | 0           | 0          | 1        | 0    | 0           | 0          | 0                | 0                | 0                | 0                | 1        | 0      | 0           | 0          |
| E. Buendía     | 12             | 0              | 1              | 0              | 1        | 0      | 0           | 0          | 2        | 1    | 0           | 0          | 4                | 0                | 0                | 0                | 19       | 1      | 1           | 0          |
| D. Carlos      | 10             | 0              | 1              | 0              | 0        | 0      | 0           | 0          | 1        | 0    | 1           | 0          | 6                | 0                | 3                | 0                | 17       | 0      | 5           | 0          |
| M. Cash        | 27             | 1              | 7              | 0              | 3        | 0      | 0           | 0          | 0        | 0    | 0           | 0          | 8                | 0                | 1                | 0                | 38       | 1      | 8           | 0          |
| L. Digne       | 32             | 0              | 4              | 0              | 4        | 0      | 0           | 0          | 0        | 0    | 0           | 0          | 9                | 0                | 2                | 0                | 45       | 0      | 6           | 0          |
| A. Disasi      | 7              | 0              | 2              | 0              | 0        | 0      | 0           | 0          | 0        | 0    | 0           | 0          | 3                | 0                | 0                | 0                | 10       | 0      | 2           | 0          |
| J. Durán       | 20             | 7              | 3              | 1              | 0        | 0      | 0           | 0          | 2        | 2    | 0           | 0          | 7                | 3                | 2                | 0                | 29       | 12     | 5           | 1          |
| A. García      | 7              | 0              | 0              | 0              | 3        | 0      | 0           | 0          | 2        | 0    | 0           | 0          | 0                | 0                | 0                | 0                | 12       | 0      | 0           | 0          |
| J. Gauci       | 0              | 0              | 0              | 0              | 0        | 0      | 0           | 0          | 2        | -3   | 0           | 0          | 0                | 0                | 0                | 0                | 2        | -3     | 0           | 0          |
| J. Jimoh       | 0              | 0              | 0              | 0              | 1        | 0      | 0           | 0          | 2        | 0    | 0           | 0          | 0                | 0                | 0                | 0                | 3        | 0      | 0           | 0          |
| B. Kamara      | 26             | 1              | 2              | 0              | 4        | 0      | 1           | 0          | 1        | 0    | 0           | 0          | 10               | 0                | 2                | 0                | 41       | 1      | 5           | 0          |
| O. Kellyman    | 0              | 0              | 0              | 0              | 0        | 0      | 0           | 0          | 0        | 0    | 0           | 0          | 0                | 0                | 0                | 0                | 0        | 0      | 0           | 0          |
| E. Konsa       | 34             | 2              | 1              | 0              | 4        | 0      | 0           | 0          | 0        | 0    | 0           | 0          | 11               | 1                | 1                | 0                | 49       | 3      | 2           | 0          |
| I. Maatsen     | 29             | 1              | 2              | 0              | 4        | 0      | 0           | 0          | 2        | 0    | 0           | 0          | 10               | 1                | 1                | 0                | 45       | 2      | 3           | 0          |
| D. Malen       | 14             | 3              | 0              | 0              | 3        | 0      | 0           | 0          | 0        | 0    | 0           | 0          | 0                | 0                | 0                | 0                | 17       | 3      | 0           | 0          |
| E. Martínez    | 37             | -46            | 5              | 1              | 4        | -4     | 0           | 0          | 0        | -0   | 0           | 0          | 12               | -12              | 0                | 0                | 53       | -62    | 5           | 1          |
| J. McGinn      | 34             | 1              | 7              | 0              | 4        | 0      | 0           | 0          | 1        | 0    | 0           | 0          | 10               | 4                | 1                | 0                | 49       | 5      | 8           | 0          |
| T. Mings       | 14             | 0              | 1              | 0              | 2        | 0      | 0           | 0          | 1        | 0    | 0           | 0          | 4                | 0                | 1                | 0                | 21       | 0      | 2           | 0          |
| K. Nedeljković | 5              | 0              | 0              | 0              | 1        | 0      | 0           | 0          | 2        | 0    | 0           | 0          | 2                | 0                | 0                | 0                | 10       | 0      | 0           | 0          |
| R. Olsen       | 4              | -6             | 0              | 0              | 1        | -1     | 0           | 0          | 0        | -0   | 0           | 0          | 0                | -0               | 0                | 0                | 5        | -7     | 0           | 0          |
| A. Onana       | 26             | 3              | 4              | 0              | 2        | 1      | 0           | 0          | 1        | 0    | 0           | 0          | 5                | 1                | 0                | 0                | 34       | 5      | 4           | 0          |
| T. Patterson   | 0              | 0              | 0              | 0              | 0        | 0      | 0           | 0          | 1        | 0    | 0           | 0          | 0                | 0                | 0                | 0                | 1        | 0      | 0           | 0          |
| J. Philogene   | 11             | 0              | 3              | 1              | 0        | 0      | 0           | 0          | 1        | 0    | 0           | 0          | 3                | 0                | 0                | 0                | 15       | 0      | 3           | 1          |
| J. Ramsey      | 29             | 1              | 3              | 1              | 5        | 2      | 0           | 0          | 1        | 0    | 0           | 0          | 10               | 1                | 0                | 0                | 45       | 4      | 3           | 1          |
| M. Rashford    | 10             | 2              | 0              | 0              | 3        | 2      | 0           | 0          | 0        | 0    | 0           | 0          | 4                | 0                | 0                | 0                | 17       | 4      | 0           | 0          |
| M. Rogers      | 37             | 8              | 10             | 0              | 5        | 2      | 1           | 0          | 0        | 0    | 0           | 0          | 12               | 4                | 1                | 0                | 54       | 14     | 12          | 0          |
| S. Swinkels    | 0              | 0              | 0              | 0              | 0        | 0      | 0           | 0          | 1        | 0    | 0           | 0          | 0                | 0                | 0                | 0                | 1        | 0      | 0           | 0          |
| Y. Tielemans   | 36             | 1              | 4              | 0              | 5        | 0      | 0           | 0          | 0        | 0    | 0           | 0          | 12               | 2                | 1                | 0                | 53       | 3      | 5           | 0          |
| P. Torres      | 24             | 0              | 2              | 0              | 1        | 0      | 0           | 0          | 0        | 0    | 0           | 0          | 9                | 0                | 1                | 0                | 34       | 0      | 3           | 0          |
| O. Watkins     | 38             | 16             | 2              | 0              | 4        | 0      | 0           | 0          | 0        | 0    | 0           | 0          | 12               | 1                | 0                | 0                | 54       | 17     | 2           | 0          |
| K. Young       | 0              | 0              | 0              | 0              | 0        | 0      | 0           | 0          | 2        | 0    | 0           | 0          | 0                | 0                | 0                | 0                | 2        | 0      | 0           | 0          |